# Sitio de Rheinberg (1586–1590)
El asedio de Rheinberg 1586-1590, también conocido como la captura de Rheinberg de 1590, tuvo lugar en la estratégica Colonia en un enclave en Rheinberg, de uno de los principales caminos por el Rin en el estrecho entre el electorado de Colonia y el borde neerlandés,  entre el 13 de agosto de 1586 y el 3 de febrero de 1590, durante la guerra de los ochenta años, la guerra de Colonia, y la guerra anglo-española. Después de un asedio inicial en 1586, y un largo bloqueo por las fuerzas españolas hasta 1589,  Alejandro Farnesio, comandante en jefe en el ejército español, envío una fuerza necesaria, bajo el mando de Pedro Ernesto para asediar Rheinberg. Pese a los esfuerzos de Maarten Schenck van Nydeggen (hasta su muerte en el asalto de Nijmegen el 10 de agosto de 1589),  y de Francis Vere (desde 1590), para aliviar la fortaleza de la ciudad, la guarnición protestante finalmente se rindió a las fuerzas españolas el 3 de febrero de 1590.
En el 19 de agosto de 1597 el ejército neerlandés dirigido por Mauricio de Nassau capturó Rheinberg para los Provincias Unidas de los Países Bajos en su exitosa campaña de 1597,  pero el año siguiente el ejército de Flandes dirigido por Francisco López de Mendoza y Mendoza retomo el estratégico lugar, forzando a la guarnición a rendirse.